# ゆ
ゆ en hiragana ou ユ en katakana sont deux kanas, caractères japonais, qui représentent la même more. Ils sont prononcés /jɯ/ et occupent la 37e place de leur syllabaire respectif, entre や et よ.

## Origine
L'hiragana ゆ et le katakana ユ proviennent, via les man'yōgana, du kanji 由.

## Romanisation
Selon les systèmes de romanisation Hepburn, Kunrei et Nihon, ゆ et ユ se romanisent en « yu ».

## Variantes
Deux caractères plus petits, ゅ et ュ, sont utilisés en combinaison avec d'autres kana se terminant par le son /i/ pour en modifier la prononciation (romanisation Hepburn) :
- きゅ / キュ : kyu (/kʲɯ/)
- ぎゅ / ギュ : gyu (/gʲɯ/)
- しゅ / シュ : shu (/ɕɯ/)
- ちゅ / チュ : chu (/cɕɯ/)
- じゅ / ジュ : ju (/ʑɯ/)
- にゅ / ニュ : nyu (/nʲɯ/)
- ひゅ / ヒュ : hyu (/çʲɯ/)
- びゅ / ビュ : byu (/bʲɯ/)
- ぴゅ / ピュ : pyu (/pʲɯ/)
- みゅ / ミュ : myu (/mʲɯ/)
- りゅ / リュ : ryu (/ɺʲɯ/)

## Tracé
L'hiragana ゆ s'écrit en deux traits.

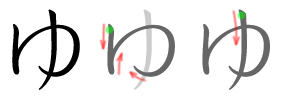
Ordre des traits pour ゆ

1. Trait vertical, puis diagonal et se terminant par un large crochet.
2. Trait vertical coupant le premier au milieu de la boucle.

Le katakana ユ s'écrit en deux traits.
1. Trait horizontal, puis vertical.

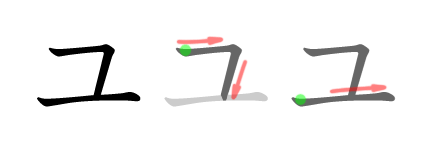
Ordre des traits pour ユ

2. Trait horizontal, touchant la fin du premier.

## Représentation informatique
- Unicode[1],[2] :
  - ゆ : U+3086
  - ゅ : U+3085
  - ユ : U+30E6
  - ュ : U+30E5